# Silla (torrent)
Pour les articles homonymes, voir Silla.
Le Silla est un important torrent des hauts Apennins de la province de Bologne, affluent du fleuve Reno. 

## Géographie
Le Silla est le second affluent de par sa longueur (18 km) et l’extension du bassin hydrographique mais le premier affluent pour son débit d’eau (moyenne de 6 m3/s annuel et 20 au printemps, mais avec des crues supérieures à 200 m3/s).
La source principale du Silla se trouve sur le versant oriental du massif de Corno alle Scale (it) à 1 900 m d’altitude. Son cours est rejoint par une multitude de petits ruisseaux qui drainent un bassin de 85 km2

## Exploitation
Au Moyen Âge, à Poggiolforato, un canal artificiel (aujourd’hui comblé) fut creusé pour mettre en communication le torrent et son affluent, le Rio Sasso, avec le fleuve Panaro par l’intermédiaire de son affluent Dardagna. Cette liaison en augmentant  et en pérennisant le débit d’eau dans le fleuve Reno, permettait l’acheminement par flottaison du bois exploité sur les flancs boisés des Apennins. Cette liaison arrivait jusqu’à l’écluse de Casalecchio di Reno et jusqu’au centre de Bologne par le canale di Reno.

## Note
Extrait du wikipédia italien Silla (fiume) le 24/01/2011